# 三道岭煤矿

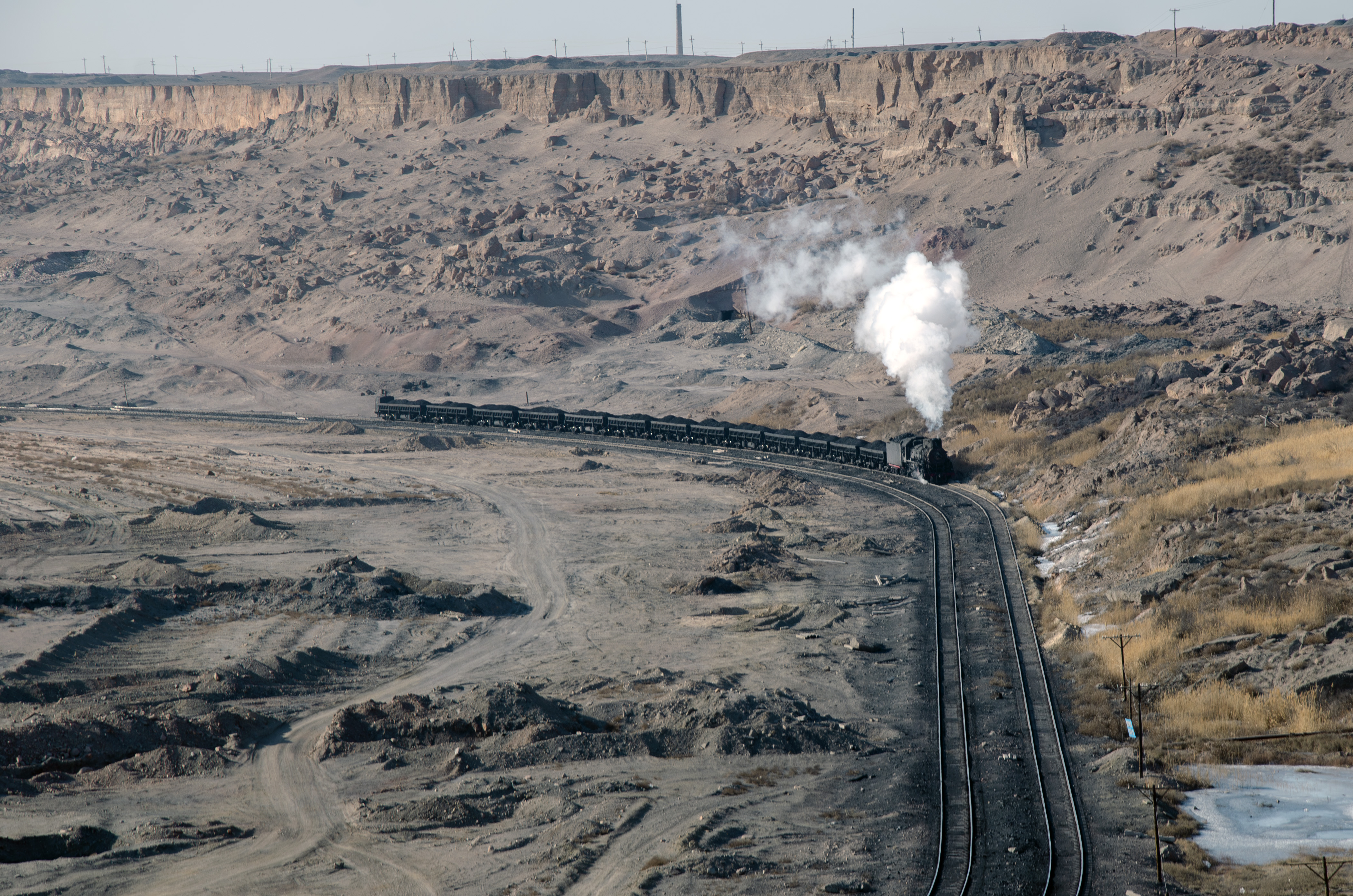
JS-8195牵引重车通过矿下线路，该车2022年夏季之后随线路废除而封存

三道岭煤矿，是一座位于中国新疆维吾尔自治区哈密市伊州区三道岭镇的大型煤矿，亦是中国西北地区最大的露天煤矿。该矿的开采历史可追溯至清乾隆时期，在中华人民共和国第一个五年计划中定为西北地区能源供应基地开始工业化开采，且至今仍在开采。在管理上曾经属哈密矿务局，今属潞安新疆煤化工（集团）有限公司管理。另外，其还是除调兵山铁法线外中国大陆境内最后仍在运用准轨蒸汽机车牵引列车的单位，是故该矿亦被铁道迷群体所熟知。

## 历史

### 开矿
三道岭矿区的开采历史可追溯至清朝年间。1715年（康熙五十四年），该地丰富的煤矿资源就业已被发现。乾隆年间，在平定准噶尔部以及大小和卓的叛乱后，在哈密驻扎有大量清军，哈密军民的燃料供应问题亟待解决。因此，当时驻哈密钦差大臣在听闻三道岭地区有煤炭后，便于1760年（乾隆25年）9月联名上书陕甘总督，请求遣人勘察。后经勘察试采，发现果然有煤矿，且煤质较好，“火炎甚烈，煤价贱于木柴”。陕甘总督得知后，立即报请朝廷请求开采。1761年1月（乾隆26年），清高宗正式批准在三道岭开采煤矿资源。
早期的三道岭煤矿采煤，仅仅在煤层较浅处，以挖坑、开小斜井或开小立井，内掘平洞等方式开采，运输则纯靠人工进行。倘若发生矿难，下矿工人的安全没有任何保障。

### 近代历史中的煤矿（1840年-1951年）
同治年间，新疆政局不稳，受此影响，煤矿第一次停产。同治末年至光绪初年，清兵及左宗棠大营陆续设至哈密，商贾亦随之而来。为解决燃料问题，1875年（光绪元年），哈密办事大臣明春派遣军队至三道岭，复设官办三道岭煤窑，煤矿恢复开采。
1884年（光绪10年），设立新疆省，裁撤哈密办事大臣，左宗棠大营移至迪化（乌鲁木齐），哈密人口大减，官办煤矿再度停产。随后煤矿变为私营，由汉族商人运营。在1891年陶保廉著《辛卯侍行记》中，提及了当时私营三道岭煤窑的状况。
|                                         | 二十四日，三道岭西北行戈壁，十二里鸭子泉，回名恶而台克无人居，二里废垣四五柳树一道左草地数十丈，道右里许土屋一、白杨一，十五里平旷，十八里上坡至梯子泉，小店一废屋三柳三白杨三。折西南行，四里红庄，破屋二院，无人。下坡老柳三旁有泉，转西行，多石子。二里有歧路南通煤窑，不能多挖，无从销售也，…… |
| ——陶保廉《辛卯侍行記·卷第六》（1891年） | |

后因该汉族商人欲返回汉地，经多次交涉，最终哈密回王沙木胡索特以3000两白银购得煤矿及所有开采工具的所有权。1895年（光绪21年），煤矿正式由哈密回王经营。哈密回王经营期间，其征用附近农民下矿做工，且工作条件恶劣，事故频发。1907年（光绪33年），矿井发生矿难，压死工人17人，因此引发了吐尔巴克三兄弟带领民工包围哈密王府的冲突，史称“吐尔巴克事件”。
1930年（民国十九年），沙木胡索特病故，哈密暴动发生，在此期间，三道岭煤矿第三次停产，直到1934年尧乐博士任哈密县长，将煤矿收归政府开采（次年引进私股），但其仍然延续了哈密回王时期的征用政策。1937年，尧乐博士逃亡，县长孔庆文接管煤矿。
1939年（民国二十八年）5月，哈密行政长刘西屏决定将煤矿运营模式变为官商合营，同时成立“新东煤矿股份有限公司”，集资五千余元，购买了机器设备。同时，在附近还有17家私营公司经营的煤矿。1947年，尧乐博士再次掌权哈密，并兼任新东煤矿理事长，但直到1951年解放军进驻新疆之前，该公司已经濒临破产。

### 中华人民共和国时期的煤矿（1951年至今）
1951年，哈密县人民政府接管境内一切煤矿，成立“新兴煤矿有限公司”，实行公私合营。1953年，政府偿还全部私股，煤矿正式国营，但经营由哈密县负责。自1955年开始，新疆维吾尔自治区工业局拨款对煤矿开采设备进行改良升级，1958年完成。
1958年10月，新疆自治区煤管局下属的三道岭煤矿筹建处正式成立，当年12月，煤管局接管煤矿，自此煤矿不再由哈密县经营。1959年，煤矿基本实现半机械化与机械化生产，同时煤炭部从关内调来或是招徕人员，煤矿的生产活动初具规模。1960年3月，正式成立哈密矿务局，7月柳三线投入使用，当年12月，矿务局迁至三道岭办公。1962年6月1日，哈密矿务局划为煤炭工业部直属企业，属西北煤炭工业局。同年，露天矿开始建设。1965年4月，新疆煤矿设计院提出《三道岭矿区总体设计方案》。1980年，煤矿工人文化宫落成。1981年2月，运销处成立。

## 矿区布局

### 老二矿（后窑）
后窑是三道岭矿区开采历史最悠久的区域。在1958年前，煤矿的生产活动集中在后窑，前述历史章节中之三道岭矿多指本区域。早期该矿称“后窑煤矿”，1958年后历经几次改扩建，在1966年改称二矿。此矿坑1979年12月资源枯竭，1981年7月矿井撤销。现后窑矿井及工人家属生活区遗址位于露天矿西北。

### 一矿
一矿位于三道岭镇东南，为矿井。其前身为1号斜井，于1958年8月1日开工，1960年6月30日投产，同时成立一矿建制。该建制曾于1962年撤销，1966年10月4日恢复并保持至今。

### 露天矿
露天矿在今三道岭镇西南，东西长6.5千米、南北2.5千米宽，垂直深度达190米，是中国西北地区最大的露天矿坑。1958年2月，矿区开始筹建露天矿。1959年12月15日，新疆煤矿设计院提出《露天矿技术设计说明书》。1962年2月1日，露天矿筹备处成立，露天矿开工建设。1970年10月1日投产，预计年产量150万吨。1990年，露天矿西扩，年产量增至180万吨。
露天矿的开采方式为：内部设置出车沟，运用蒸汽机车以一固定折返坑线将土石运送至堆放场。全露天矿以西区及东区为划分，有东西两处出车沟，各设西剥离站与东剥离站。
东区露天矿开采较早，线路及东剥离站亦然。东西两线皆有通向各露天矿层级水平的之字形折返线。矿区生产的原煤皆经过东区，由东线负责外运。
2022年夏，露天矿区取消铁路机车运输，当年拆除了通往矿坑底部的铁路。

## 生产实绩
至1990年底，哈密矿务局（三道岭煤矿）的固定资产原值已达3.97亿元，年产量达到186万吨。1985—1992年的总承包期间，全局共生产煤炭1038万吨，完成中央政府既定计划的106.9%；煤炭外运量可达915万吨，完成计划的101.2%；完成基本建设总投资23407万元，其中中央政府投入8361万元、自有资金投入15044万元。

## 文化

### 外来人口
因20世纪50年代工业化开采煤炭初期矿内人手设备奇缺，哈密矿务局成立初期，从其他煤矿部门抽调了人手，亦有大量年轻工人来到位于戈壁滩深处的矿区参与生产。其中故乡以中国东北地区为主。

### 影视拍摄
矿区仍保留了大量20世纪70年代左右的工业建筑及遗产。
徐峥主演电影《无人区》曾在本矿区进行拍摄。

### 蒸汽机车

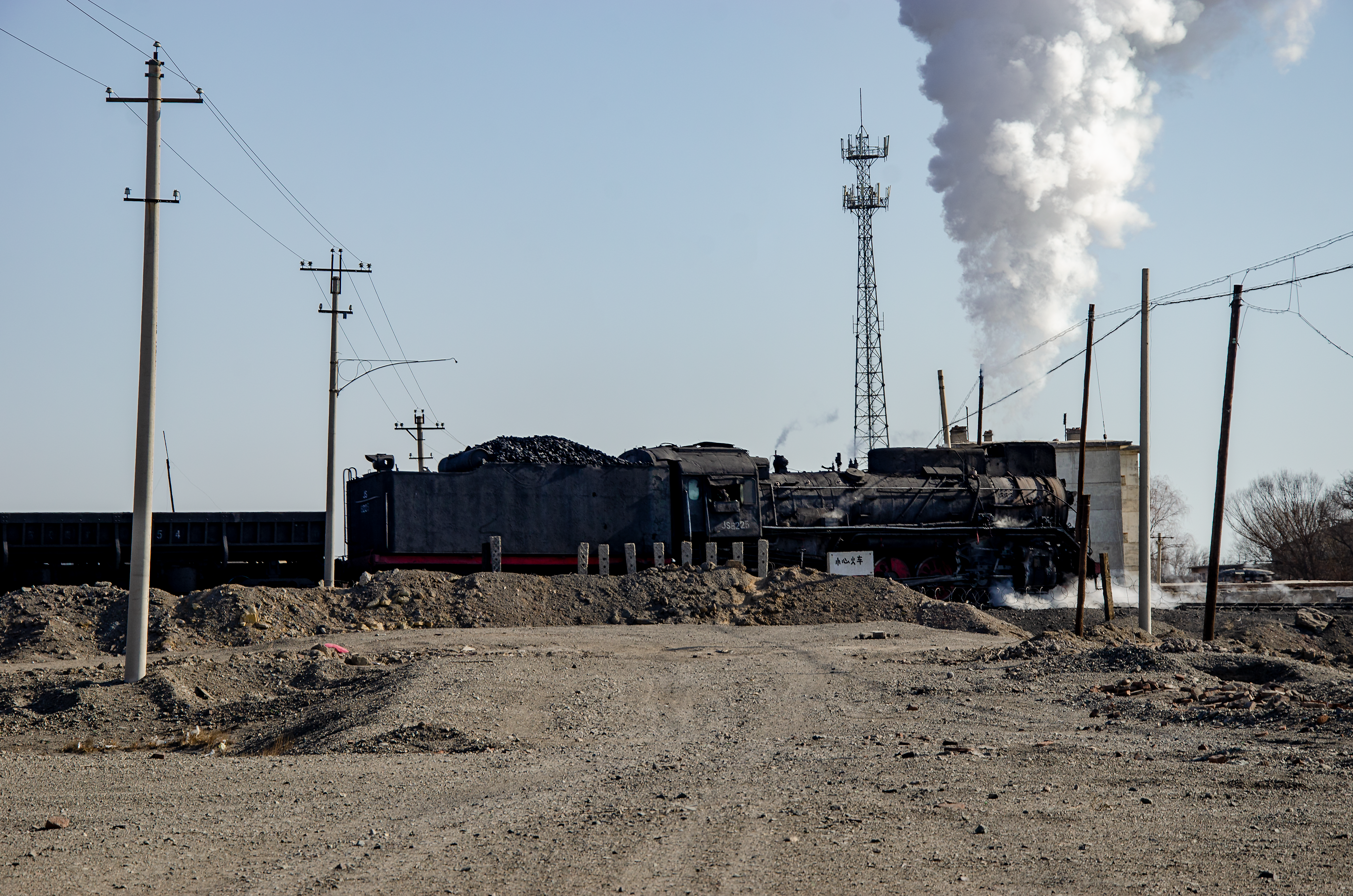
JS-8225牵引空车倒车通过三道岭煤矿南泉生活区废道口（2022年2月），该车已于2022年夏因露天矿线路废除而封存

1958—1962年，随着兰新铁路的建设，矿区修建了与兰新线柳树泉站相联络的三道岭铁路，又称柳三线，同时在为方便运输，在矿区内亦修建了运煤线路。
早期的矿区有数十台蒸汽机车运用于运输之中。在今时世界广泛不以蒸汽机车作为运输主流的情况下，三道岭依然保留了运用蒸汽机车的运输方式。2017年第7期《中国国家地理》曾报道过仍在矿上服役的机车。截至2023年秋，三道岭矿区铁路仍在以蒸汽机车运输所开采的煤炭，且是除调兵山铁法铁路外最后将准轨蒸汽机车投入生产运行的地方。因此历来常有国内外摄影爱好者与铁道迷前往矿区拍摄蒸汽机车。